# Deschampsia elongata
Deschampsia elongata är en gräsart som först beskrevs av William Jackson Hooker, och fick sitt nu gällande namn av William Munro. Deschampsia elongata ingår i släktet tåtlar, och familjen gräs. Inga underarter finns listade i Catalogue of Life.

## Bildgalleri

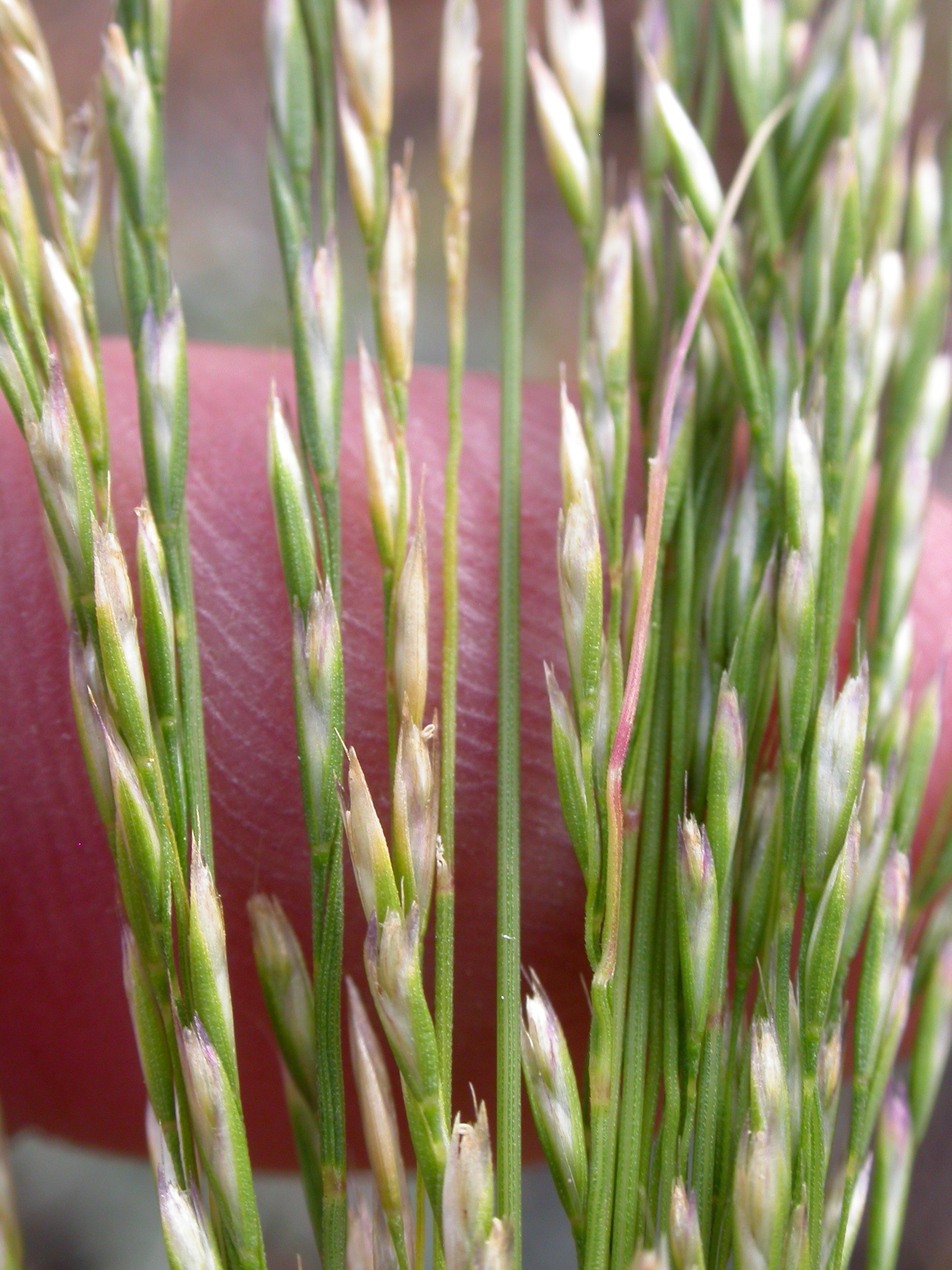
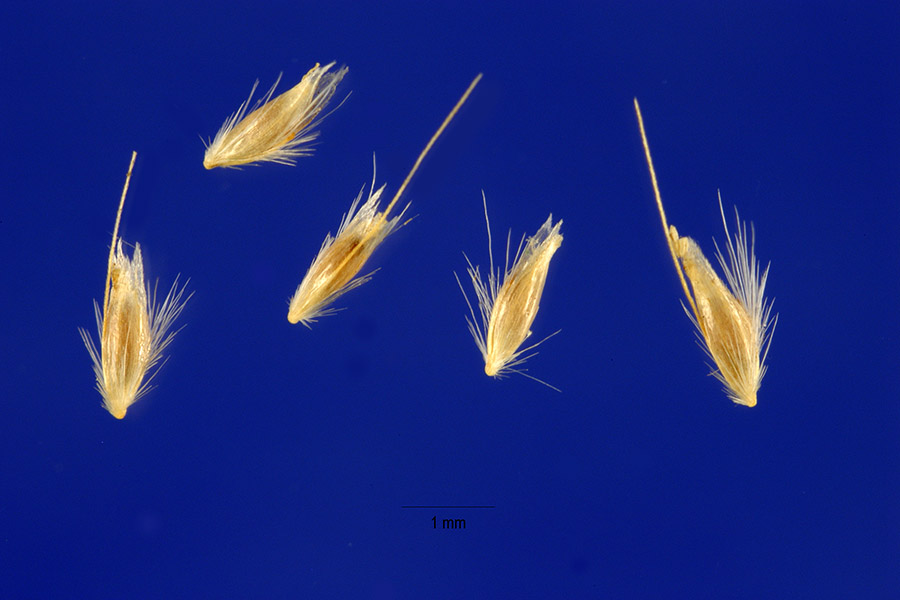
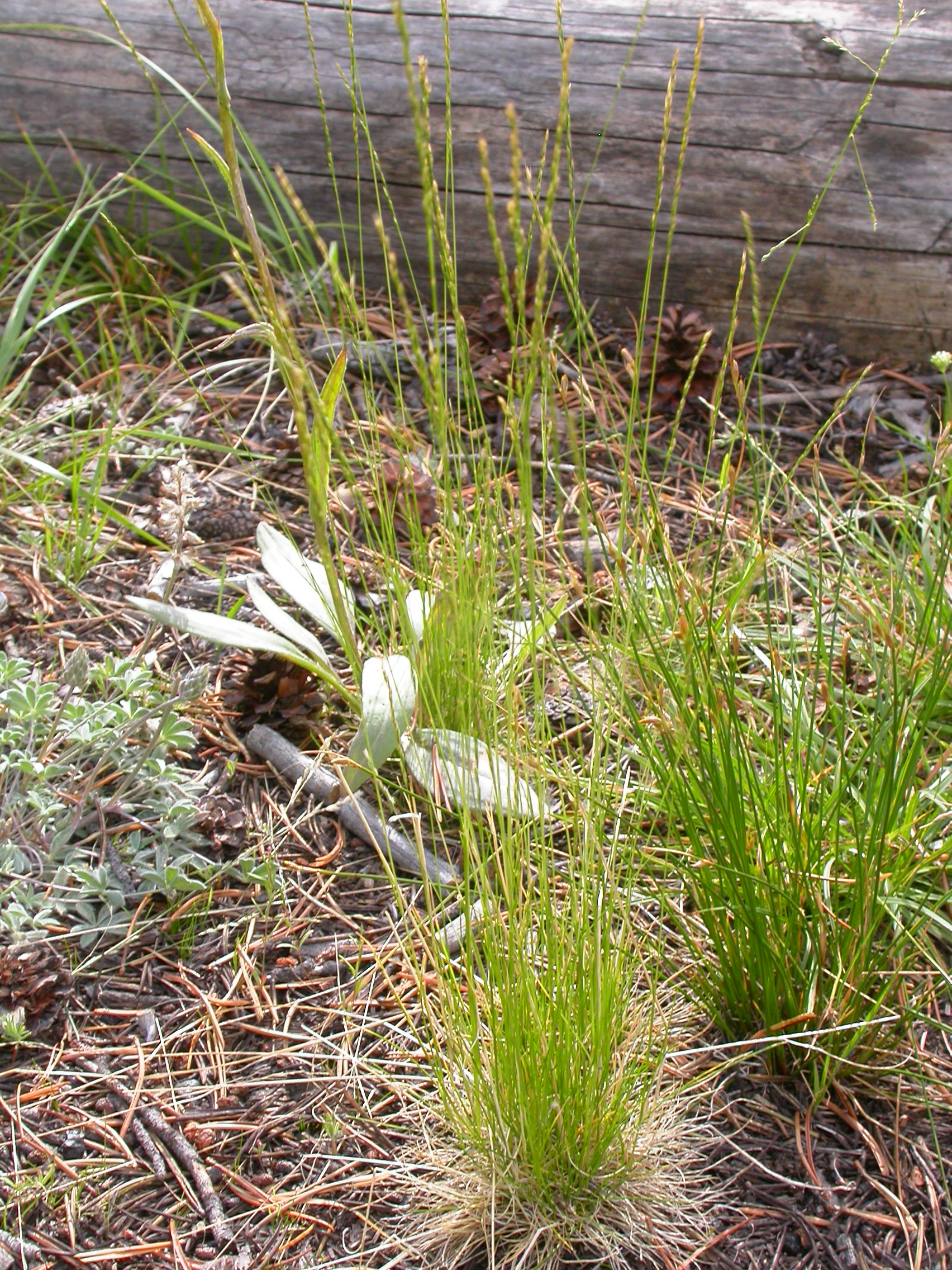